# Stefano Baldini
Stefano Baldini (Castelnovo di Sotto, 25 de Maio de 1971) é um maratonista italiano, campeão olímpico em Atenas 2004 e medalha de bronze nos Campeonatos Mundiais de Atletismo de 2003 em Paris e 2001 em Edmonton, no Canadá. Foi também duas vezes campeão europeu da maratona.
Vindo de uma família com onze filhos, começou no mundo do atletismo desde cedo disputando os 5000 e os 10.000 m, passando em 1995 para a maratona, que disputou pela primeira vez naquele ano, chegando em 6º lugar na Maratona de Veneza. Em Atlanta 1996, porém, sua primeira participação em Jogos Olímpicos, disputou as duas provas de longa distância em pista sem conseguir colocação significativa. Mas no mesmo ano venceu o Campeonato Mundial de Meia-Maratona disputado em Palma de Mallorca, na Espanha.
Dedicando-se totalmente à maratona, tornou-se campeão europeu em 1998, em Budapeste, e disputou esta prova em Sydney 2000, onde não completou a prova. Em 2001 ele conquistou a medalha de bronze do Campeonato Mundial de Atletismo, disputado em Edmonton, no Canadá  e em Paris 2003, nova medalha de bronze em Mundiais.
Seu grande momento na carreira veio em Atenas 2004. Liderando sozinho a maratona de pouco antes da metade da prova até os 35 km, o brasileiro Vanderlei Cordeiro de Lima foi atacado por um ex-padre irlândes que o jogou fora da pista. Retornando à corrida e desconcentrado, Vanderlei foi ultrapassado por Baldini, que liderava o segundo pelotão, na altura dos 40 kms, e o italiano liderou a prova até o fim, cruzando a linha de chegada no estádio Panathinaiko e conquistando a medalha de ouro em 2:10:55.
Em agosto de 2006 Baldini conquistou seu último título internacional, a medalha de ouro no Campeonato Europeu de Atletismo disputado em Gotemburgo, na Suécia. Sua última participação olímpica foi em Pequim 2008, onde ficou em 12ª lugar. Encerrou a carreira em 2010.
Sua melhor marca pessoal para a maratona – 2:07:22 – foi conquistada em 2006, na Maratona de Londres.